# Academia de Danças
Academia de Danças es el sexto álbum de estudio del compositor Egberto Gismonti realizado en 1974 para EMI-Odeon. Este trabajo significa el comienzo de una nueva etapa para Egberto pues deja atrás la música popular brasileña, para dar pie de lleno a una mezcla de estilos instrumentales que combina el jazz fusión, la música contemporánea o el rock progresivo, al incorporar una orquesta de cuerdas, sintetizadores e instrumentos acústicos y electrónicos a sus composiciones cada vez más complejas y audaces. Es el resultado de años de evolución y búsqueda de un lenguaje musical personal, es cual seguirá desarrollando por muchos años al fusionar y combinar diferentes elementos.

## Pistas
- Palacio de pinturas
- Jardim de prazeres
- Celebração de nupcias
- A porta encantada
- Scheherazade
- Bodas de prata
- Quatro cantos
- Vila Rica 1720
- Continuidade dos parques
- Conforme á altura do sol
- Conforme á altura da lua

## Créditos
- Egberto Gismonti: piano, piano eléctrico, sintetizador, órgano, guitarra acústica, flauta, voces
- Danilo Caymmi: flauta bajo
- Paulo Guimarães: flauta
- Tenorio Junior: piano eléctrico y órgano
- Luiz Alves: bajo
- Roberto Silva: batería
- Dulce Bressane: voces
- Mario Tavares: dirección de orquesta de cuerdas